# Florence Pughová
Florence Rose Pughová (nepřechýleně Pugh; * 3. ledna 1996, Oxford, Spojené království) je britská herečka. Pozornosti se jí dostalo v roce 2016 hlavní rolí mladé nevěsty v nezávislém dramatu Lady Macbeth.
Mezinárodní průlom zaznamenala v roce 2019 díky rolím profesionální wrestlerky Paige v životopisném filmu Souboj s rodinou, sklíčené Američanky v hororu Slunovrat a Amy March v dramatu Malé ženy. Za poslední zmíněný film obdržela nominaci na Oscara a cenu BAFTA. Získala také cenu Trophée Chopard na Filmovém festivalu v Cannes 2019.
Ztvárnila roli Yeleny Belové ve franšíze Marvel Cinematic Universe, počínaje filmem Black Widow (2021). Následujícího roku účinkovala v thrilleru To nic, drahá, dramatu Irský zázrak a namluvila postavu Goldilockse v animovaném filmu Kocour v botách: Poslední přání. Ztvárnila také členku Komunistické strany Jean Tatlockovou v životopisném filmu Oppenherimer (2023) režiséra Christophera Nolana, který se také stal jejím nejvýdělečnějším filmem.

## Kariéra

### První role (2014–2018)

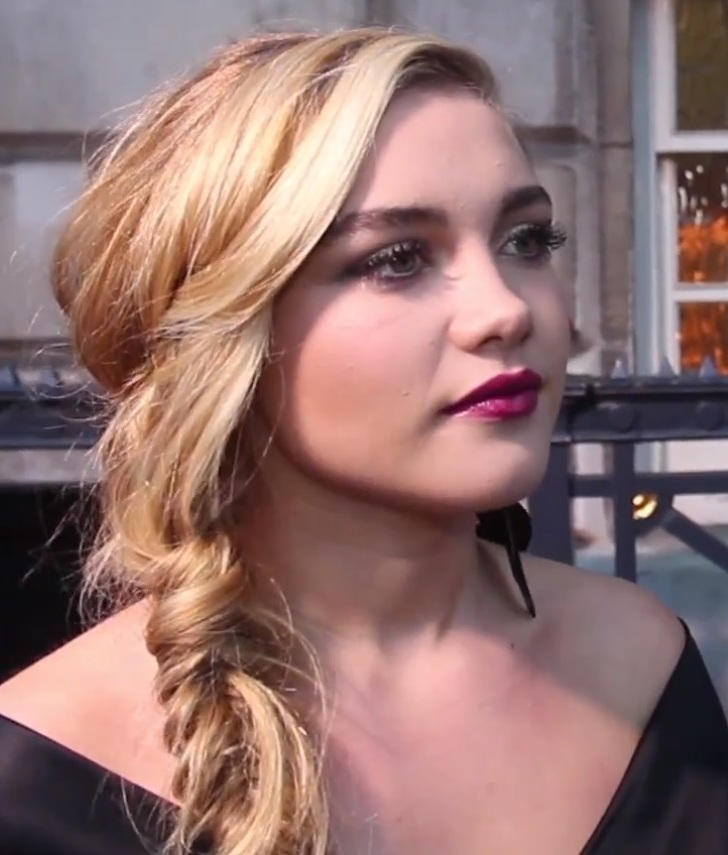
Pughová na filmovém festivalu v roce 2014

Svůj herecký debut zaznamenala v roce 2014 v dramatu Ztracení, kde ztvárnila předčasně vyspělou dospívající dívku po boku Maisie Williamsové. Následujícího roku byla obsazena do role zpěvačky v pilotním dílu Studio City, který ovšem nebyl nikdy vysílán.
V roce 2016 ztvárnila hlavní roli v nezávislém dramatu Lady Macbeth a objevila se v první řadě detektivního seriálu Marcella. V prvním zmíněném snímku ztvárnila Katherine, nešťastně vdanou nevěstu, která se stává násilnickou. Za tuto roli získala uznání kritiků a Cenu britského nezávislého filmu za nejlepší herečku v nezávislém filmu.
V roce 2018 byla nominována na cenu BAFTA za stoupající hvězdu. Poté ztvárnila Kordélii v televizním filmu Král Lear a objevila se v krátkém filmu Leading Lady Parts. Později téhož roku ztvárnila Alžbětu z Burgh v historickém filmu Král psanec společnosti Netflix po boku Chrise Pinea. Charles Bramesco z deníku The Guardian napsal, že je „excelentní navzdory své nevděčné roli“. Poté účinkovala v šestidílné minisérii Malá bubenice založené na stejnojmenném špionážním románu od Johna le Carrého, kde ztvárnila herečku Charmian „Charlie“ Ross, která se v 70. letech zaplete do špionážního spiknutí. Její výkon se setkal s pochvalnými recenzemi.

### Průlom a uznání kritiků (2019–dosud)

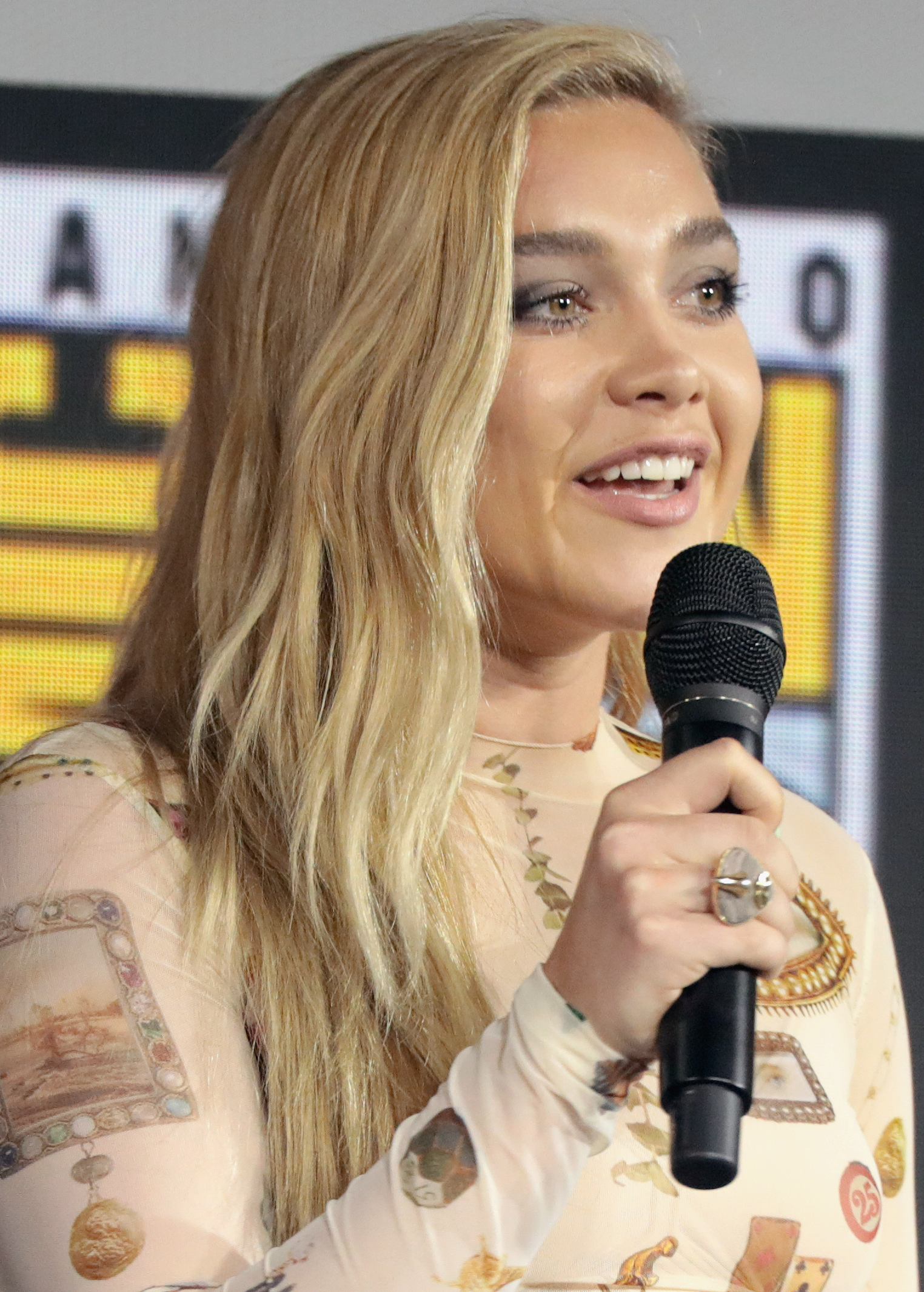
Pughová na filmovém festivalu v roce 2014

V roce 2019 nastal zlom v její kariéře, protože získala tři zásadní role v kritiky oceňovaných snímcích. Nejprve ztvárnila profesionální wrestlerku Paige komediálním dramatu Souboj s rodinou o její kariéře, kde účinkovala po boku Leny Headeyové a Dwayna Johnsona. Film měl premiéru na filmovém festivalu Sundance a získal pozitivní ohlasy. Geoffrey Macnab z deníku The Independent k jejímu výkonu napsal, že byla „zcela přesvědčivá jako zápasnice“ a dodal, že předvedla „stejný vzdor, zanedbaný půvab a sebepodceňující humor jako skutečný život... Paige“. Poté si zahrála hlavní roli studentky Dani, která se spolu se svým přítelem dostane na švédskou okultní slavnost v hororu Slunovrat. Kritici ocenili její zobrazení pusté Dani Ardor, přičemž David Edelstein z deníku Vulture jej popsal jako „úžasně živé“.
Posledním filmem zveřejněným téhož roku, ve kterém účinkovala, je drama Malé ženy režisérky Grety Gerwig, založené na stejnojmenném románu spisovatelky Louisy May Alcottové. Ztvárnila zde Amy March, umělecky založenou sestru z klanu Marchových a řekla o ní, že postava je ve „sladkém místě, kdy neví, jak se vypořádat se svými emocemi“. Její sestry si zahrály Saoirse Ronan, Emma Watsonová a Eliza Scanlen. Film získal široké uznání kritiků a vydělal 209 milionů dolarů. David Rooney z časopisu The Hollywood Reporter ve své recenzi ocenil „odzbrojující ladnost, humor a svévolný nádech, který téměř nepostřehnutelně přerůstá v moudrost“. Za svůj výkon ve filmu byla nominována na cenu BAFTA a Oscara. V témže roce získala na Filmovém festivalu v Cannes cenu Trophée Chopard, pro ženský herecký objev roku.
Pughová ztvárnila v roce 2021 špionku Yelenu Belovou ve filmu Black Widow franšízy Marvel Cinematic Universe. Film popsala jako o „dívkách, které jsou ukradené z celého světa“. Caryn James z BBC Culture uznala, že Pughová udělala z Belové „nejživější osobu ve filmu, více zažitou než většina postav z akčních filmů“. Později téhož roku si roli zopakovala v akčním seriálu Hawkeye společnosti Disney+.
V roce 2022 ztvárnila hlavní roli v thrilleru To nic, drahá režisérky Olivie Wildeové a dramatu Irský zázrak. Při natáčení prvního zmíněného filmu údajně došlo k neshodám s Wildeovou, což způsobilo, že omezila množství propagace, kterou filmu dělala. Film To nic, drahá měl premiéru na 79. ročníku Benátského filmového festivalu, kde kritici označili výkon Pughové za lepší než film. Ve filmu Irský zázrak ztvárnila zdravotní sestru v roce 1862, která je vyslána k vyšetřování údajného nadpřirozeného zázraku. Kevin Maher z novin The Times shledal Pughové výkon jako „nemožně živý a přesvědčivý“ a označil ho jako hlavní přínos filmu. Ve svém posledním filmu vydaném daného roku dabovala Zlatovlásku v animovaném filmu Kocour v botách: Poslední přání studia DreamWorks, který celosvětově vydělal přes 400 milionů dolarů.
Dramatický film A Good Person (2023) režiséra Zacha Braffa, ve kterém Pughová ztvárnila přeživší autonehody, se stal jejím prvním producentským počinem. Místo toho, aby měla ve filmu paruku, se rozhodla kvůli této části ostříhat vlasy sama. Pro soundtrack k filmu také napsala a nazpívala dvě písně s názvem „The Best Part“ a „I Hate Myself“.
Pughová si zahraje v dalších dvou filmech, které mají mít premiéru v roce 2023. Ztvární Jean Tatlockovou, členku Komunistické strany USA, v životopisném filmu Oppenheimer režiséra Christophera Nolana, s Cillianem Murphym v hlavní roli a zahraje si princeznu Irulan ve filmu Duna: Část druhá, pokračování sci-fi filmu z roku 2021. Zahraje si také po boku Andrew Garfielda v romantickém filmu We Live in Time.

## Osobní život
Mezi lety 2019 a 2022 tvořila pár s americkým hercem a režisérem Zachem Braffem, žili spolu v Los Angeles. Potkali se při práci na krátkém filmu In the Time It Takes to Get There, který Braff režíroval.

## Filmografie

### Film
| Rok           | Název                             | Role                        | Poznámky         |
| ------------- | --------------------------------- | --------------------------- | ---------------- |
| 2014          | Ztrácení                          | Abbie Mortimer              |                  |
| 2015          | Paradise Lost?                    | Eva                         |                  |
| 2016          | Lady Macbeth                      | Katherine Lester            |                  |
| 2018          | Cizinec ve vlaku                  | Gwen                        |                  |
| 2018          | Král psanec                       | Alžběta z Burgh             |                  |
| 2018          | Malevolent                        | Angela Sayers               |                  |
| 2018          | Leading Lady Parts                | ona sama                    | krátký film      |
| 2019          | Souboj s rodinou                  | Saraya „Paige“ Knight       |                  |
| 2019          | Slunovrat                         | Dani Ardor                  |                  |
| 2019          | Malé ženy                         | Amy March                   |                  |
| 2019          | In the Time It Takes to Get There | Lucille                     | krátký film      |
| 2020          | Father of the Bride Part 3 (ish)  | Megan Banks                 | krátký film      |
| 2021          | Black Widow                       | Yelena Belova / Black Widow |                  |
| 2022          | To nic, drahá                     | Alice                       |                  |
| 2022          | Irský zázrak                      | Lib Wright                  |                  |
| 2022          | Kocour v botách: Poslední přání   | Goldilocks (hlas)           |                  |
| 2023          | Dobrý člověk                      | Allison                     | také producentka |
| 2023          | Oppenheimer                       | Jean Tatlock                |                  |
| 2024          | Duna: Část druhá                  | princezna Irulan            |                  |
| 2025          | Thunderbolts                      | Yelena Belova / Black Widow | natáčí se        |
| bude oznámeno | We Live in Time                   | Almut                       | postprodukce     |

### Televize
| Rok  | Název              | Role                        | Poznámky                         |
| ---- | ------------------ | --------------------------- | -------------------------------- |
| 2015 | Studio City        | Cat                         | nevysílaný televizní pilotní díl |
| 2016 | Marcella           | Cara Thomas                 | 3 díly                           |
| 2018 | Král Lear          | Kordélie                    | TV film                          |
| 2018 | Malá bubenice      | Charmian „Charlie“ Ross     | minisérie, 6 dílů                |
| 2020 | Acting for a Cause | Jessica Goldman             | díl: This is Our Youth           |
| 2021 | Hawkeye            | Yelena Belova / Black Widow | minisérie; 3 díly                |
| 2023 | Lidské zdroje      | Sarah Crumbhorn (hlas)      | 4 díly                           |

## Ocenění a nominace
| Rok  | Název ocenění                                        | Kategorie                                      | Práce                                  | Výsledek  |
| ---- | ---------------------------------------------------- | ---------------------------------------------- | -------------------------------------- | --------- |
| 2014 | BFI London Film Festival                             | nejlepší britský nováček                       | Ztrácení                               | nominace  |
| 2015 | London Film Critics' Circle                          | mladý britský/irský herec/herečka roku         | Ztrácení                               | nominace  |
| 2017 | Alliance of Women Film Journalists                   | objev roku                                     | Lady Macbeth                           | nominace  |
| 2017 | Austin Film Critics Association Awards               | objev roku                                     | Lady Macbeth                           | nominace  |
| 2017 | British Independent Film Awards                      | nejlepší ženský herecký výkon                  | Lady Macbeth                           | vítězství |
| 2017 | Dublin Film Critics' Circle                          | nejlepší ženský herecký výkon                  | Lady Macbeth                           | 3. místo  |
| 2017 | Dublin International Film Festival                   | nejlepší ženský herecký výkon                  | Lady Macbeth                           | vítězství |
| 2017 | Evropské filmové ceny                                | nejlepší ženský herecký výkon                  | Lady Macbeth                           | nominace  |
| 2017 | Evening Standard British Film Awards                 | objev roku                                     | Lady Macbeth                           | vítězství |
| 2017 | Filmový festival Montclair                           | cena poroty                                    | Lady Macbeth                           | vítězství |
| 2017 | Chicago Film Critics Association Awards              | nejslibnější herec/herečka                     | Lady Macbeth                           | nominace  |
| 2017 | London Film Critics' Circle                          | herečka roku                                   | Lady Macbeth                           | nominace  |
| 2017 | London Film Critics' Circle                          | britská/irská herečka roku                     | Lady Macbeth                           | nominace  |
| 2018 | Empire Awards                                        | nejlepší nováček – žena                        | Lady Macbeth                           | nominace  |
| 2018 | Filmová cena Britské akademie                        | objev roku                                     | Malé ženy, Slunovrat, Souboj s rodinou | nominace  |
| 2019 | Alliance of Women Film Journalists                   | nejlepší ženský herecký výkon ve vedlejší roli | Malé ženy                              | vítězství |
| 2019 | Alliance of Women Film Journalists                   | objev roku                                     | Malé ženy, Slunovrat, Souboj s rodinou | vítězství |
| 2019 | Alliance of Women Film Journalists                   | nejodvážnější herecký výkon                    | Slunovrat                              | nominace  |
| 2019 | Austin Film Critics Association Awards               | nejlepší ženský herecký výkon ve vedlejší roli | Malé ženy                              | nominace  |
| 2019 | Austin Film Critics Association Awards               | nejlepší obsazení                              | Malé ženy                              | nominace  |
| 2019 | Austin Film Critics Association Awards               | objev roku                                     | Malé ženy, Slunovrat, Souboj s rodinou | vítězství |
| 2019 | Boston Society of Film Critics Awards                | nejlepší ženský herecký výkon ve vedlejší roli | Malé ženy                              | 2. místo  |
| 2019 | Boston Society of Film Critics Awards                | nejlepší obsazení                              | Malé ženy                              | vítězství |
| 2019 | Dallas–Fort Worth Film Critics Association           | nejlepší ženský herecký výkon ve vedlejší roli | Malé ženy                              | 3. místo  |
| 2019 | Detroit Film Critics Society Awards                  | nejlepší ženský herecký výkon ve vedlejší roli | Malé ženy                              | nominace  |
| 2019 | Detroit Film Critics Society Awards                  | objev roku                                     | Malé ženy, Slunovrat, Souboj s rodinou | vítězství |
| 2019 | Dorian Awards                                        | nejlepší ženský herecký výkon ve vedlejší roli | Malé ženy                              | nominace  |
| 2019 | Dorian Awards                                        | hvězda roku                                    | –                                      | vítězství |
| 2019 | Dublin Film Critics' Circle                          | nejlepší ženský herecký výkon v hlavní roli    | Slunovrat                              | 6. místo  |
| 2019 | Filmová cena Britské akademie – Skotské ocenění      | nejlepší ženský herecký výkon v hlavní roli    | Král psanec                            | nominace  |
| 2019 | Filmový festival v Cannes                            | Chopard Trophy                                 | –                                      | vítězství |
| 2019 | Florida Film Critics Circle Awards                   | nejlepší ženský herecký výkon v hlavní roli    | Slunovrat                              | 2. místo  |
| 2019 | Florida Film Critics Circle Awards                   | nejlepší obsazení                              | Malé ženy                              | vítězství |
| 2019 | Florida Film Critics Circle Awards                   | objev roku – Cena Pauline Kael                 | Malé ženy, Slunovrat, Souboj s rodinou | vítězství |
| 2019 | Gotham Awards                                        | nejlepší ženský herecký výkon v hlavní roli    | Slunovrat                              | nominace  |
| 2019 | Houston Film Critics Society Awards                  | nejlepší ženský herecký výkon ve vedlejší roli | Malé ženy                              | nominace  |
| 2019 | Chicago Film Critics Association Awards              | nejlepší ženský herecký výkon ve vedlejší roli | Malé ženy                              | vítězství |
| 2019 | IndieWire Critics Poll                               | nejlepší ženský herecký výkon ve vedlejší roli | Malé ženy                              | 3. místo  |
| 2019 | IndieWire Critics Poll                               | nejlepší ženský herecký výkon v hlavní roli    | Slunovrat                              | 6. místo  |
| 2019 | London Film Critics' Circle Awards                   | herečka roku                                   | Slunovrat                              | nominace  |
| 2019 | London Film Critics' Circle Awards                   | nejlepší herečka roku (vedlejší role)          | Malé ženy                              | nominace  |
| 2019 | London Film Critics' Circle Awards                   | britská/irská herečka roku                     | Malé ženy, Slunovrat, Souboj s rodinou | vítězství |
| 2019 | Národní společnost filmových kritiků                 | nejlepší ženský herecký výkon v hlavní roli    | Slunovrat                              | 3. místo  |
| 2019 | Národní společnost filmových kritiků                 | nejlepší ženský herecký výkon ve vedlejší roli | Malé ženy                              | 2. místo  |
| 2019 | San Diego Film Critics Society Awards                | nejlepší ženský herecký výkon ve vedlejší roli | Malé ženy                              | nominace  |
| 2019 | San Diego Film Critics Society Awards                | objev roku                                     | Malé ženy, Slunovrat, Souboj s rodinou | vítězství |
| 2019 | Seattle Film Critics Society Awards                  | nejlepší ženský herecký výkon ve vedlejší roli | Malé ženy                              | nominace  |
| 2019 | Seattle Film Critics Society Awards                  | nejlepší obsazení                              | Malé ženy                              | nominace  |
| 2019 | St. Louis Film Critics Association Awards            | nejlepší ženský herecký výkon ve vedlejší roli | Malé ženy                              | nominace  |
| 2019 | Toronto Film Critics Association Awards              | nejlepší ženský herecký výkon ve vedlejší roli | Malé ženy                              | 2. místo  |
| 2019 | Vancouver Film Critics Circle Awards                 | nejlepší ženský herecký výkon ve vedlejší roli | Malé ženy                              | nominace  |
| 2019 | Washington D.C. Area Film Critics Association Awards | nejlepší ženský herecký výkon ve vedlejší roli | Malé ženy                              | nominace  |
| 2019 | Washington D.C. Area Film Critics Association Awards | nejlepší obsazení                              | Malé ženy                              | nominace  |
| 2020 | AACTA Awards                                         | nejlepší ženský herecký výkon ve vedlejší roli | Malé ženy                              | nominace  |
| 2020 | Critics' Choice Movie Awards                         | nejlepší ženský herecký výkon ve vedlejší roli | Malé ženy                              | nominace  |
| 2020 | Critics' Choice Movie Awards                         | nejlepší obsazení                              | Malé ženy                              | nominace  |
| 2020 | Fangoria Chainsaw Awards                             | nejlepší ženský herecký výkon v hlavní roli    | Slunovrat                              | nominace  |
| 2020 | Filmová cena Britské akademie                        | nejlepší ženský herecký výkon ve vedlejší roli | Malé ženy                              | nominace  |
| 2020 | Georgia Film Critics Association Awards              | nejlepší ženský herecký výkon ve vedlejší roli | Malé ženy                              | vítězství |
| 2020 | Georgia Film Critics Association Awards              | nejlepší obsazení                              | Malé ženy                              | vítězství |
| 2020 | Georgia Film Critics Association Awards              | objev roku                                     | Malé ženy, Slunovrat, Souboj s rodinou | vítězství |
| 2020 | Mezinárodní filmový festival v Santa Barbaře         | Ocenění Virtuoso                               | Malé ženy, Slunovrat                   | vítězství |
| 2020 | Online Film Critics Society Awards                   | nejlepší ženský herecký výkon v hlavní roli    | Slunovrat                              | nominace  |
| 2020 | Online Film Critics Society Awards                   | nejlepší ženský herecký výkon ve vedlejší roli | Malé ženy                              | nominace  |
| 2020 | Oscar                                                | nejlepší ženský herecký výkon ve vedlejší roli | Malé ženy                              | nominace  |